# Mésonéphros
Le mésonéphros est un organe excréteur rudimentaire qui se développe chez les chordés. Chez les amniotes (mammifères, reptiles et oiseaux), il représente le deuxième des trois appareils rénaux différents qui se succèdent pendant la vie amniotique. Chez les chordés aquatiques (poissons, amphibiens), il forme l'appareil excréteur définitif.

## Développement
Les premiers tubules du mésonéphros, appelés néphrotomes, font leur apparition pendant la régression du pronéphros, au contact de la cavité cœlomique. Ces tubules s'allongent, s'incurvent en "S" et un glomérule interne (anatomiquement proche de celui du rein définitif) se forme à leur extrémité médiale. À l'autre extrémité, ils pénètrent dans le canal pronéphrotique, vestige du pronéphros, qui prend dès lors le nom de canal mésonéphrotique ou canal de Wolff.

## Situation
Le mésonéphros constitue un organe ovoïde, pair, situé sur la paroi abdominale postérieure. Sur sa face médiale est située l'ébauche gonadique. L'ensemble prend le nom de crête urogénitale, recouverte d'un épithélium appelé méso-urogénital.

## Régression et remplacement par le rein définitif
Chez les vertébrés supérieurs (au milieu du 2e mois de développement embryonnaire chez l'homme), les tubules régressent. Ceux de l'extrémité craniale disparaissent alors que ceux de l'extrémité caudale n'ont pas encore terminé leur différenciation. Vers la fin du 2e mois (chez l'homme toujours), la plupart des tubules mésonéphrotiques ont disparu. En fin de compte, le mésonéphros aura complètement disparu chez la femme, mais formera les cônes efférents chez l'homme.

## Destinée ducanal de Wolff
Elle dépend du sexe: chez le mâle, il persiste et continue le canal déférent. Chez la femelle, il disparaît.

## Sources
- J. Langman, Embryologie médicale, éditions Masson, Paris 1994

- (en) Cet article est partiellement ou en totalité issu de l’article de Wikipédia en anglais intitulé « Mesonephros » (voir la liste des auteurs).